# Leonhard Rost
Leonhard Rost (* 30. November 1896 in Ansbach; † 5. Dezember 1979 in Erlangen) war ein deutscher protestantischer Theologe und Alttestamentler.

## Leben
Nach Studium der Arabistik und der Theologie wurde Rost 1925 in Erlangen zum Dr. theol. promoviert (Die Überlieferung von der Thronnachfolge Davids.). Seine wissenschaftliche Laufbahn führte ihn über Berlin und Greifswald wieder zurück nach Erlangen, wo er als ordentlicher Professor für Altes Testament lehrte. In Berlin war er maßgeblich in der Leitung und nach 1945 am Wiederaufbau des Institutum Judaicum beteiligt. 1965 wurde Rost emeritiert.
Rosts Interesse galt daneben auch den Qumran-Schriften. Wissenschaftlich bedeutsam war Rosts These einer „Thronfolgegeschichte“ von 2 Sam 6 bis 1 Kön 1-2.
Rost war Mitherausgeber der „Gießener Mischna“.

## Veröffentlichungen (Auswahl)
- Die Überlieferung von der Thronnachfolge Davids. Kohlhammer, Stuttgart 1926 (Beiträge zur Wissenschaft vom Alten und Neuen Testament. 42 = Folge 3, H. 6, ZDB-ID 515274-4), (Nachdruck. ebenda 2011, ISBN 978-3-17-022074-4).
- Israel bei den Propheten. Kohlhammer, Stuttgart 1937 (Beiträge zur Wissenschaft vom Alten und Neuen Testament. 71 = Folge 4, H. 19).
- Die Vorstufen von Kirche und Synagoge im Alten Testament. Eine wortgeschichtliche Untersuchung. Kohlhammer, Stuttgart 1938.
- Das kleine Credo und andere Studien zum Alten Testament. Quelle & Meyer, Heidelberg 1965.
- Einleitung in die alttestamentlichen Apokryphen und Pseudepigraphen einschließlich der großen Qumran-Handschriften. Quelle & Meyer, Heidelberg 1971, ISBN 3-494-00660-1.
- Studien zum Alten Testament. Kohlhammer, Stuttgart 1974, ISBN 3-17-001479-X.
- Studien zum Opfer im Alten Israel. Kohlhammer, Stuttgart 1981, ISBN 3-17-007337-0.

### Festschrift
- Fritz Maass (Hrsg.): Das ferne und nahe Wort: Festschrift Leonhard Rost zur Vollendung seines 70. Lebensjahres am 30. Nov. 1966 gewidmet. Berlin: Töpelmann 1967 (= BZAW 105) Mit Bibliographie L. Rost S. 265–275